# Курнава
Курнава — исчезнувший хутор в Калининском районе Саратовской области России. Располагался примерно в 7 км к востоку от села Свердлово (Ней-Вальтер)

## История
Основан как немецкий хутор. Дата основания не установлена. Хутор относился к Медведицко-Крестово-Буеракскому кантону (в 1927 году переименован во Франкский кантон) Республики немцев Поволжья. В октябре 1927 года хутор Курнава был выведен из АССР немцев Поволжья, передан в состав Баландинского района. С 1936 года — в составе Ней-Вальтерского района (с 1942 года — Свердловский район) Саратовской области.
28 августа 1941 года был издан Указ Президиума ВС СССР о переселении немцев, проживающих в районах Поволжья. Немецкое население было депортировано.
Хутор был заселен беженцами из других регионов страны. Дата упразднения не установлена.

## Население
Динамика численности населения по годам:
| 1931 |
| ---- |
| 982  |

В 1931 году немцы составляли 100 % населения хутора